# 사나브리아호
사나브리아 호수(스페인어: Lago de Sanabria, es; 언어 오류(ast-es): Llagu de Senabria)는 스페인 사모라도 푸에블라 데 사나브리아에서 북서쪽으로 8km 떨어진 곳에 위치한 호수이다. 스페인에 있는 몇 안 되는 상당한 규모의 자연 호수 중 하나이다.
368헥타르의 면적을 가진 이곳은 이베리아반도에서 가장 큰 빙하호이기도 하다.
호수로 유입되고 유출되는 주된 물은 테라강이다. 이 호수는 테라강의 확정된 부분이다.
사나브리아 호수는 현재 사나브리아 호수 자연공원의 경계 내에 있다. 이 지역은 1978년 자연공원으로 지정되었다.
사나브리아 코마르카는 시에라 데 라 쿨레브라 산맥에 상당한 수의 야생 늑대 개체군이 서식하는 서유럽의 몇 안 되는 지역 중 하나이다.
이 호수는 베가 데 테라 댐이 붕괴하여 치명적인 홍수를 일으켰을 때 비극적인 사건의 현장이었다. 사망자 144명의 시신은 호수에 수장되었고, 대부분은 수습되지 못했다.

## 같이 보기
- 사나브리아 호수 자연공원